# YG健康保険組合
YG健康保険組合（英: YG Health Insurance Society）は、東京都千代田区に本社を置くLINEヤフーグループの単一健康保険組合。2018年4月1日に設立。理事長は、加茂　隆。常務理事は、來田 宣之。保険者番号は、06139968。

## 主な加入事業所
- LINEヤフー株式会社
- スポーツナビ株式会社
- 株式会社IDCフロンティア
- 株式会社カービュー
- 株式会社イーブックイニシアティブジャパン
- OpenStreet株式会社
- PayPay株式会社
- TaoTao株式会社
- ダイナテック株式会社
- 株式会社Magne-Max Capital Management
- N.Avenue株式会社
- 株式会社スタンバイ
- LINE Fukuoka株式会社
- LINE Growth Technology株式会社
- LINEビジネスサポート株式会社
- 株式会社マイベスト
- Z Venture Capital株式会社